# Anastrepha macrura
Anastrepha macrura
 es una especie de insecto díptero que Friedrich Georg Hendel describió científicamente por primera vez en el año 1914.
Esta especie pertenece al género Anastrepha de la familia Tephritidae.